# Паткино (Раменский район)
Паткино — деревня в Раменском районе Московской области, входит в Софьинское сельское поселение. Население — 94 чел. (2010). Расположена в 700 метрах от правого берега Москвы-реки, в 1,3 км от Новорязанского шоссе.

## Население
| 1926 | 2002 | 2010 |
| ---- | ---- | ---- |
| 333  | ↘80  | ↗94  |

## Уроженцы
- Гусев, Сергей Евтеевич (1897—1984) — советский оператор документального кино, фронтовой кинооператор в годы Великой Отечественной войны. Заслуженный деятель искусств РСФСР, лауреат Сталинской премии первой степени.